# الورس (ایلینوی)
الورس، ایلینواز (به انگلیسی: Alworth, Illinois) یک منطقهٔ مسکونی در ایالات متحده آمریکا است که در ایلی‌نوی واقع شده‌است.

## خصوصیات
الورس ۲۷۴٫۰۲ متر بالاتر از سطح دریا واقع شده‌است.